# Kerstin Knabeová
Kerstin Knabeová, rozená Clausová (* 7. července 1959, Oschatz, Sasko) je bývalá východoněmecká atletka, jejíž specializací byly krátké překážkové běhy.
V roce 1977 se stala v Doněcku juniorskou mistryní Evropy. V roce 1982 vybojovala v Miláně časem 7,89 s titul halové mistryně Evropy v běhu na 60 metrů překážek a na evropském šampionátu v Athénách brala bronz (100 m př.). Na Mistrovství světa v atletice 1983 v Helsinkách získala stříbrnou medaili (12,42 s). V soutěži prohrála jen s další východoněmeckou atletkou Bettine Jahnovou. Ve finále byla i Cornelia Oschkenatová, která skončila sedmá.
Dvakrát reprezentovala na letních olympijských hrách. Na olympiádě v Moskvě 1980 doběhla ve finále jako čtvrtá v čase 12,66 s. Bronzová Polka Lucyna Langerová byla o jedinou setinu rychlejší. V roce 1984 se kvůli bojkotu nemohla zúčastnit letních her v Los Angeles. O čtyři roky později v jihokorejském Soulu skončila v semifinálovém běhu jako první nepostupující do finále.